# Chlorophytum bifolium
Chlorophytum bifolium är en sparrisväxtart som beskrevs av Carl Lebrecht Udo Dammer. Chlorophytum bifolium ingår i släktet ampelliljor, och familjen sparrisväxter. Inga underarter finns listade i Catalogue of Life.